# Zongolica
Zongolica är en ort i Mexiko.   Den ligger i kommunen Zongolica och delstaten Veracruz, i den sydöstra delen av landet, 240 km öster om huvudstaden Mexico City. Zongolica ligger 1 219 meter över havet och antalet invånare är 6 411.
Terrängen runt Zongolica är kuperad åt nordost, men åt sydväst är den bergig. Runt Zongolica är det ganska tätbefolkat, med 155 invånare per kvadratkilometer. Närmaste större samhälle är Cuichapa, 17,8 km nordost om Zongolica. I omgivningarna runt Zongolica växer i huvudsak städsegrön lövskog.